# Serina
Serina là một đô thị ở tỉnh Bergamo trong vùng Lombardia của nước Ý, có vị trí cách khoảng 60 km về phía đông bắc của Milano và khoảng 20 km về phía đông bắc của Bergamo. Tại thời điểm ngày 31 tháng 12 năm 2004, đô thị này có dân số 2.214 người và diện tích là 27,6 km².
Đô thị Serina có các frazioni (đơn vị cấp dưới, chủ yếu là các làng) Corone, Lepreno, Bagnella, và Valpiana.
Serina giáp các đô thị: Algua, Cornalba, Costa di Serina, Dossena, Oltre il Colle, Roncobello, San Pellegrino Terme.